# میرای دانر
میرای ناز دانر (به ترکی استانبولی: Miray Naz Daner) (زادهٔ ۱۵ ژانویه ۱۹۹۹، استانبول) بازیگر اهل ترکیه است.

## زندگی و شغل
دانر، که بازیگری را از ۷ سالگی آغاز کرد، در ۱۲۱ قسمت در مجموعه تلویزیونی پاپاتیام، نوه متین آکپینار "گونجاً را بازی کرد. در فیلم درس ما: آتاتورک کودکی صبیحه گوکچن را نشان داد. او اولین نقش اصلی خود را در سریال تلویزیونی شبکه دیزنی ترکیه "وقتی زنگ به صدا در می‌آید" بازی کرد. بازیگر نقش "برن بیلیجه" در سریال تلویزیونی جزر و مد، اولین بازیگر خود را با شخصیت "هلال" در مجموعه تلویزیونی وطنم تویی انجام داد. این متن کامل نیست

## فیلم‌شناسی

### سینما
| سال  | نام                     | نقش                 | کارگردان      |
| ---- | ----------------------- | ------------------- | ------------- |
| ۲۰۱۰ | درس ما: آتاتورک         | صبیحه گوکچن (کوچکی) | حمدی آلکان    |
| ۲۰۱۱ | درخت چنار               | پلین                | هاندان ایپکچی |
| ۲۰۱۳ | دوست من مکس             | ملدا                | مراد شکر      |
| ۲۰۱۸ | هورکوش: قهرمان در آسمان | سلین                | کودرت سابانجی |
| ۲۰۲۱ | زندگی                   |                     | زکی دمیرکوبوز |

### تلویزیون
| سال       | نام                      | نقش             | کارگردان          | قسمت        |
| --------- | ------------------------ | --------------- | ----------------- | ----------- |
| ۲۰۰۸      | ۱ مرد ۱ زن ۲ کودک        | زینب (کودکی)    | لیلا یامان        | ۱ (قسمت ۹۸) |
| ۲۰۰۸      | آرزوی عروسک پارچه‌ای      | اسباب بازی نرگس | سرپیل کوتچا       | ۱ (قسمت ۵۳) |
| ۲۰۰۹–۲۰۱۱ | پاپاتیام                 | گونجا           | بورا تکای         | ۱–۱۲۱       |
| ۲۰۱۲      | وقتی زنگ به صدا در می‌آید | دویگو           | یاعیز آلپ آکایدین | ۱–۴۰        |
| ۲۰۱۲      | وقتی زنگ‌ها شکار می‌کنند   | میرای           | کرم چاکراوغلو     | ۱           |
| ۲۰۱۲–۲۰۱۳ | سلام زندگی               | دنیا            | کرم چاکراوغلو     | ۱–۱۰        |
| ۲۰۱۳–۲۰۱۵ | جزر و مد                 | برن بیلیجه      | علی بیلگین        | ۱–۷۷        |
| ۲۰۱۶–۲۰۱۸ | وطنم تویی                | هلال            | تایلان بیرادرلر   | ۱–۵۹        |
| ۲۰۱۸–۲۰۱۹ | یک لیتر اشک              | جهان یورکلی     | سرهات شاهین       | ۱–۱۵        |
| ۲۰۲۳–۲۰۲۴ | عشق بی حد و مرز          | زینب لتو        | درحال ساخت        |             |

### دیجیتال
| سال       | نام         | نقش   | پلتفرم منتشر شده | کارگردان         | قسمت        |
| --------- | ----------- | ----- | ---------------- | ---------------- | ----------- |
| ۲۰۱۹–۲۰۲۰ | محافظ       | کاهین | نتفلیکس          | گوکهان تیریاکی   | ۱ (قسمت ۱۸) |
| ۲۰۲۰–     | احترام      | هلن   | بلو تی‌وی         | علی تانر بالتاجی | ۸           |
| ۲۰۲۱      | پرواز پرنده | آسلی  | نتفلیکس          | دنیز یورولمازر   |             |

## بازی‌های تئاتر
| سال  | بازی                         | نقش   | یادداشت                       |
| ---- | ---------------------------- | ----- | ----------------------------- |
| ۲۰۱۰ | اگر زبان گفتاری داریم ببخشید |       | تئاتر آهالی                   |
| ۲۰۲۱ | رومئو و ژولیت                | ژولیت | استیج دیجیتال، تئاتر کینتسوگی |

## تبلیغات
- تورکو قونیه شکر
- تتراپک[۴]
- ایستیکبال
- رنو کانگو
- پینار
- ال‌سی وایکیکی
- پانتین[۵]
- چیتوز[۶]

## جوایز
| سال  | جایزه                                                | کار                                  | نتیجه |
| ---- | ---------------------------------------------------- | ------------------------------------ | ----- |
| ۲۰۱۷ | جوایز پروانه طلایی ستاره‌های درخشان                   | وطنم تویی - هلال                     | برنده |
| ۲۰۱۷ | جوایز پروانه طلایی بهترین زوج                        | وطنم تویی - میرای دانر و بوران کوزوم | برنده |
| ۲۰۱۷ | سکوی جوانان و دانشجویان ترکیه جوانترین بازیگر زن سال | وطنم تویی - هلال                     | برنده |
| ۲۰۱۷ | جوایز تلویزیونی بیلکنت بهترین زوج                    | وطنم تویی - میرای دانر و بوران کوزوم | برنده |
| ۲۰۱۷ | جایزه کریستال اکران بهترین بازیگران نقش مکمل مرد     | وطنم تویی - میرای دانر و بوران کوزوم | برنده |
| ۲۰۱۷ | جایزه موزیک آن‌ایر بهترین بازیگر زن سریال تلویزیونی   | وطنم تویی - هلال                     | برنده |
| ۲۰۱۸ | چوربادا توزون اولسون بهترین بازیگر زن موفق           | وطنم تویی - هلال                     | برنده |